# 克薩韋里夫卡 (切爾尼亞希夫區)
50°26′5″N 28°30′29″E / 50.43472°N 28.50806°E
克薩韋里夫卡（烏克蘭語：Ксаверівка）是烏克蘭北部的村莊，隸屬日托米爾州的日托米爾區。該村始建於1635年，面積1.53平方公里，海拔高度228米，2001年人口413，人口密度每平方公里269.93人。